# Portocannone
Portocannone  (albanès Porkanuni) és un municipi italià, dins de la província de Campobasso. L'any 2006 tenia 2.544 habitants. És un dels municipis on viu la comunitat arbëreshë. Limita amb els municipis de Campomarino, Guglionesi, San Martino in Pensilis i Termoli.

## Administració
| Període | Identitat    | Partit        |
| ------- | ------------ | ------------- |
| 2006-   | Luigi Mascio | Llista cívica |